# Hauptgesimshöhe
Die Hauptgesimshöhe (HGH) wird gelegentlich in deutschen Bebauungsplänen verwendet, um die Gebäudehöhe gemäß § 18 Baunutzungsverordnung (BauNVO) festzulegen.
Die Hauptgesimshöhe ist die äußere Schnittkante zwischen aufgehendem Mauerwerk und der Außenfläche der Dachhaut eines Gebäudes. Der Bezugspunkt der festgesetzten HGH sowie der maximalen Firsthöhe ist die Oberkante der fertiggestellten Straßenoberfläche in Höhe des Hauszugangs, bei Doppelhäusern die Oberkante der fertiggestellten Straßenoberfläche in Höhe der gemeinsamen Grundstücksgrenze (Haustrennwand).

## Rechtliche Beurteilung
Der unbestimmte Begriff Hauptgesimshöhe ist als Festsetzung in einem Bebauungsplan nach einem Urteil des OVG Nordrhein-Westfalen (Münster) von 2006 rechtlich unwirksam, dann nach Ansicht des Gerichts könne dem Begriff ein handhabbarer Normgehalt nicht entnommen werden. Es sei unklar, ob mit dem Begriff an den bauordnungsrechtlichen Begriff des „Gesimses“ oder an bautechnische, architektonische oder baustilkundliche Begrifflichkeiten angeknüpft werden solle.